# 올라프 마르샬
올라프 마르샬 (Olaf Marschall, 1966년 3월 19일, 작센주 토어가우 ~) 은 은퇴한 독일의 축구 선수이자 축구 코치이다.

## 클럽 경력
마르샬은 동독의 BSG 헤미 토어가우에서 축구를 시작하였으나, 얼마 지나지 않아 1. FC 로코모티프 라이프치히로 이적하였다. 그곳에서, 그는 주요 선수로 발돋움하였고, 동독 리그에서 다량 득점을 하는 선수들 중 하나로, 동독 국가대표팀 일원으로 차출되기도 하였다. 마르샬은 강력한 헤딩 능력으로 알려져 있으며, 빠른 볼터치 기술도 가지고 있어, 우수한 중앙 공격수로 활약 할 수 있는 것은 물론, 홀이나 공격형 미드필더로도 비슷한 효과를 낼 수 있었다.
독일의 재통일 당시 그는 오스트리아의 FC 아드미라 바커 뫼들링으로 1990년에 이적하여, 오스트리아 분데스리가에서 활약하였다. 그 후, 그는 1993-94 시즌에 디나모 드레스덴으로 이적하여 구 동독팀이 강등권을 빠져나오도록 도왔다. 1994년, 그는 1. FC 카이저슬라우테른으로 이적하여, 분데스리가에서 가장 강력한 공격수들 중 하나가 되었다. 그는 1996년에 DFB-포칼을, 1998년에는 리그 우승을 거두었다.

## 국가대표팀 경력
1997-98 시즌의 놀라운 성과를 토대로, 마르샬은 1998년 FIFA 월드컵에 참가할 독일 축구 국가대표팀엔트리에 이름을 올렸다.
말년에, 그의 스피드는 저하되었으나, 여전히 강력한 헤딩력과 수비 능력을 보였다. 그는 2002년까지 1. FC 카이저슬라우테른의 일원으로 활약하며 176 경기에 출전 60골을 득점하였다.

### 국가대표팀 득점 기록
아래의 점수에서 왼쪽의 점수가 독일의 점수이다
| #  | 날짜             | 경기장                       | 상대           | 점수 | 최종결과 | 대회                    |
| -- | ---------------- | ---------------------------- | -------------- | ---- | -------- | ----------------------- |
| 1. | 1997년 10월 11일 | 니더작센슈타디온, 하노버     | 알바니아       | 3–2  | 4–3      | 1998년 FIFA 월드컵 예선 |
| 2. | 1998년 2월 22일  | 킹 파흐드 국제경기장, 리야드 | 사우디아라비아 | 3–0  | 3–0      | 친선경기                |
| 3. | 1998년 11월 18일 | 파르크슈타디온, 겔젠키르헨   | 네덜란드       | 1–1  | 1–1      | 친선경기                |

## 감독 경력
그는 은퇴 후, 분데스리가의 1. FC 카이저슬라우테른에 레네 C. 예기 (Rene C. Jäggi)와 함께 코칭스태프가 되었다. 2006-07 시즌을 앞두고, 그는 알나스르 SC에서 라이너 홀만의 수석코치가 되었다.